# خوان آموروس
خوان آموروس (اسپانیایی: Juan Amorós‎؛ ۱۰ ژوئن ۱۹۳۶ – ۱۶ نوامبر ۲۰۱۶) فیلم‌بردار اهل اسپانیا بود.
از فیلم‌ها یا مجموعه‌های تلویزیونی که وی در آن‌ها نقش داشته‌است می‌توان به ملکه‌ها، آزادی‌خواهان، دام و اسکیلاچه اشاره نمود.